# Germaine Mornand
Germaine Mornand, née Poidatz le 27 mai 1888 dans le 16e arrondissement de Paris et morte le 27 septembre 1976 à Chantilly, est une femme de lettres et écrivaine française.

## Biographie
Elle est la fille de Marguerite Francœur, elle-même arrière-petite-fille de Louis-Benjamin Francœur, et d'Henry Poidatz.
Elle reçoit le prix Montyon en 1947 pour sa biographie de Daisy-Georges Martin.
Elle épouse le 28 décembre 1908 l'homme de lettres Pierre Mornand (1884-1972) , avec qui elle reçoit le prix Auguste Furtado de l'Académie française en 1937 pour leur ouvrage commun Désertion. 
Elle est la sœur d'Ellen Poidatz (1885-1948).

### Carrière littéraire
C’est à partir de sa quarantaine que Germaine Mornand écrit, lancée dans l’action sociale avec Union féminine civique et sociale, où elle agit tant par des visites auprès de responsables politiques que par des articles dans la revue internationale du mouvement : Notre journal -La Femme dans la vie sociale. « …ces rubriques, signées habituellement par Germaine Mornand ou Marguerite Perroy, sont rédigées avec un style plus léger, abordant les problèmes de société tels qu'ils sont vécus par des personnages familiers du milieu populaire. » .
L’activité sociale de Germaine Mornand s’étendit largement à l’une des multiples fondations de l’abbé  Jean Viollet, l’Association du mariage chrétien (AMC) non seulement par des parutions aux Éditions familiales de France note mais aussi par la réalisation heureuse, au sein de cette association, de tant de mariages chrétiens grâce à son intermédiaire.
Les thèmes de son œuvre portent donc essentiellement sur les personnes dont la société se devait d’améliorer la condition : l’enfant et la femme (mère, femme au travail, prostituée) mais aussi la famille, le couple.
C’est dans cet esprit qu’elle rejoignit la presse pour la jeunesse, telles les Éditions Gautier-Languereau de 1927 à 1940 par des nouvelles et articles. Et dans l’hebdomadaire Le Pèlerin du 20e siècle ;  elle avait sa rubrique : Le 3e Âge de 1945 à 1972.
« Bien avant 1931, elle faisait partie des femmes écrivains catholiques »  indique Pierre Mornand.

## Œuvres

### PourL'Union féminine Civique et Sociale

#### Brochures
Sept brochures in-8° de 14 pages : 
- La Femme dans la société actuelle : guide d’action sociale, Paris, Spes/U.F.C.S., 1928.
- La Femme et le Code civil, Paris, U.F.C.S., 1932.
- La Femme et la Réforme du code civil, Paris, U.F.C.S., 1932. Image 1 brochure in-8, Union Féminine Civique et Sociale, Paris, s.d. (circa 1932), 14 pp.
- Le Travail industriel de la mère et le Foyer ouvrier, Paris, U.F.C.S., 1933.
- Essai sur les caractères de l'enfant  Éditions familiales de France-Spes (1939) Livre numérique (EPUB) paru en janvier 2020(OCLC 299944984).
- La Femme au service du pays, Paris/Lyon, U.F.C.S., 1942.
- La Participation des femmes à la vie de la cité, Paris, U.F.C.S., 1962.
- Parmi les grands courants de pensée sur la femme : le marxisme et l’existentialisme, Paris, U.F.C.S., 1965.

#### Articles
Dans le périodique de l’UFCS intitulé :  La Femme dans la vie sociale internationale.
- Les Droits civiques et politiques de la femme à travers les âges n°121, 06 1939.
- Les Aides familiales dans les familles nombreuses Union familiale des maîtres et maîtresses de maison (UFMMM) n°168, 04 1944.
- À Nantes : Formation d'aides au foyer - Le Jardin d'enfants à la maison : le jeu et l'adresse n°157, 03 1943.
- Union familiale des maîtresses de maison nov-décembre 1941 n° 143, 144.
- Conseils d'aujourd'hui (La Mère au foyer) n°147 avril 1942.
- Le Jardin d'enfants au foyer : l'ambiance - Travail personnel : dans la famille n°156, 02 1943.
- Le Vrai Coupable (signé G. Poidatz) n°160, 06 1943 (sur l’abandon par son père de son enfant naturel).
- Le Jardin d'enfants au foyer : les qualités naturelles de l'enfant - Jouer à être heureuse (signé G. Poidatz) n°158, 04 1943.
- Jardin d'enfants à la maison : le matériel n°159, 05 1943.
- Les Anglaises au service de leur pays p. 4 - Les Salaires des employés de maison (UFMMM) p.7 n°185 mars 1946
- La Condition humaine de l'Afrique noire de Sœur Marie André N°226, juillet-aout-Septembre 1953.

À partir de décembre 1943, La Femme dans la vie sociale devient Notre Journal : la Femme dans la vie sociale
- Le Facteur moral Union familiale des maîtres et maîtresses de maison (UFMMM) n°169, 05 1944.
- Danger (pour les jeunes filles) - Sachons juger les films - Un beau Conte bleu (signé G. Poidatz) n°170, juin juillet 1944 : 3 articles. Image : Mornand La femme N170.
- Sur le Vif. Que seront-ils demain ? n°172, 12 1944, p.3 (Au sujet d’une mère avec un enfant difficile : « Puisse-t-elle être l'éducatrice ferme et bonne qu'il faut à cet enfant pour se corriger. »)
- Nos Démarches n°176, 13 05 1945.
- Candidate au Conseil municipal n°174, page de février récrit avril 1945.
- L'Innocent n°181 (sur l’alcoolisme), 11 1945.
- La Limitation des débits de boissons n°182 p. 4, 12 1945.
- Progrès et espoirs contre la prostitution, Union familiale des maîtres et maîtresses de maison (UFMMM) n°183 p.13, 01 1946
- Enfin !...La Lutte contre la prostitution se précise[9].
- La Prostitution : dernières lois n°189 juillet-aout 1946, p. 10 (en note : Journal Officiel du 24 04 1946).
- L’Enfance abandonnée n°190, septembre-octobre 1946.
- Leur Victime n°183, 01 1946.
- Le Trésor, n°185 (sur l’entente entre époux) 03 04 1947.

### Pour l'Association du Mariage Chrétien
Publications pour l’AMC : Éditions familiales de France 
- Jeune Époux, jeune père Éditions Familiales de France (1943) (OCLC 41161100) Réédition numérique (EPUB).
- L'Instinct maternel (OCLC 764661071).
- Franchise militaire (1940) (OCLC 459678493).
- Devant la Vie pratique Collectif 48 pages, 1945.
- Égoïsme et Jalousie dans les deux sexes  .
- Essai sur les caractères de l'enfant] Éditions familiales de France/Spes (1939) Livre numérique (EPUB) paru en janvier 2020 (OCLC 299944984).

### Autres œuvres

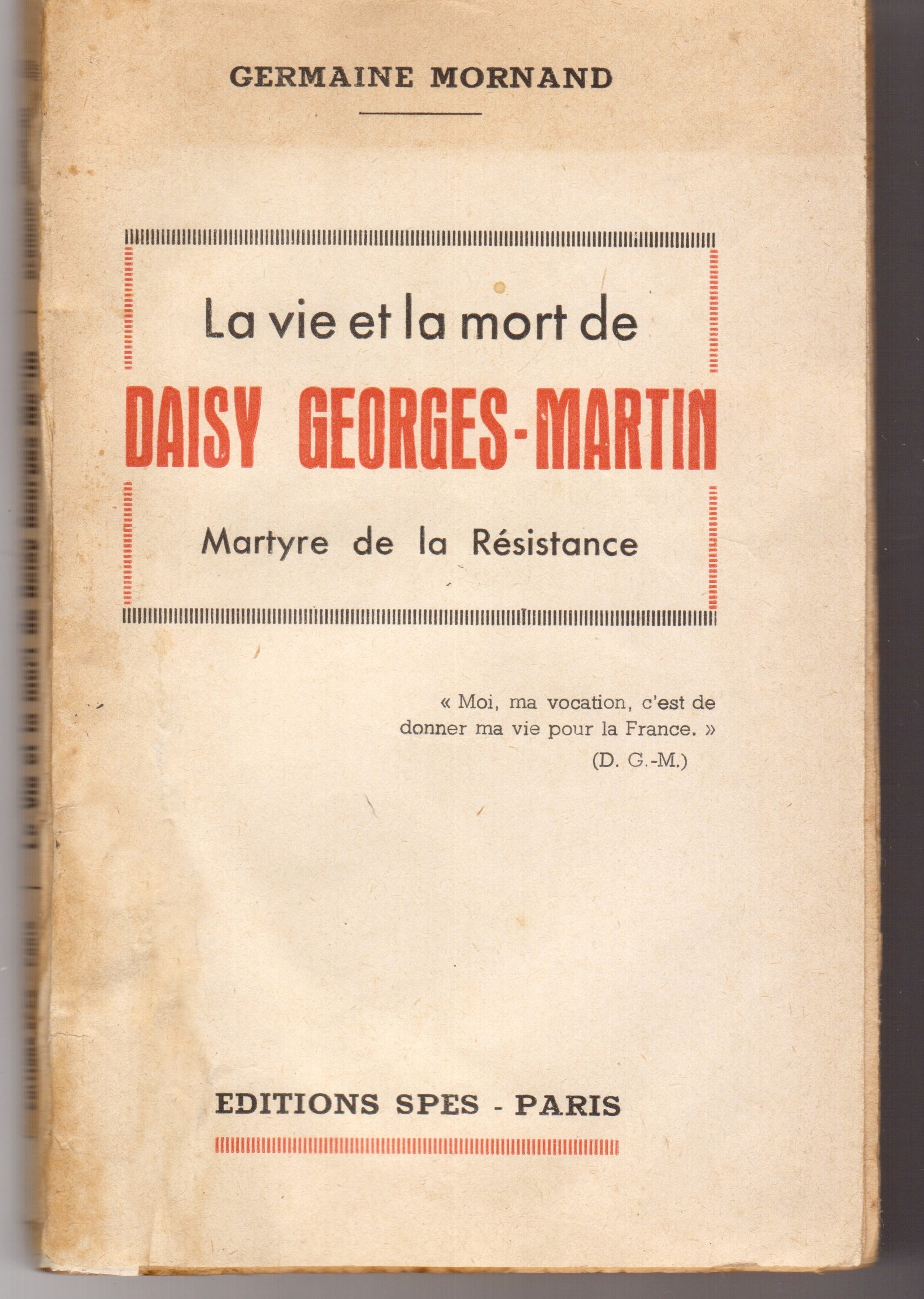

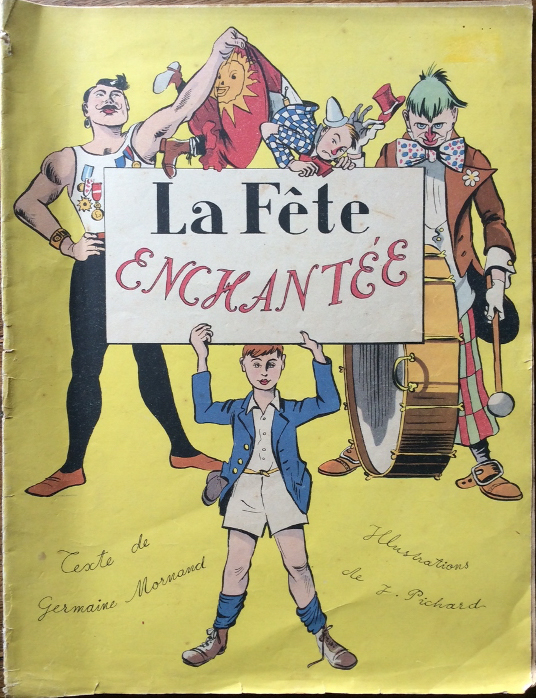

- La Vie et la Mort de Daisy Georges-Martin (prix Montyon, 1947), (OCLC 411848907). Germaine Mornand écrit le martyre de son amie Daisy Georges-Martin.
- Mes Souvenirs d'enfance (2017), (publication posthume).

#### Publications pour la jeunesse
- Le Beau Rêve de Cécile, 1945[10].
- La Fête enchantée, 1943[11], nouvelle illustrée par Jean-Jacques Pichard.

De 1929 à 1936, six nouvelles dans la Semaine de Suzette .
- Le Livre de raison d'Antoine de Courtois Revue des Jeunes, Juvisy, 15 oct. 1934, p. 375-387 (extraits du livre de raison dans lequel Antoine de Courtois, propriétaire de la vallée de Sault 1762-1828 donne des conseils à ses enfants).
- Le Ménagier de Paris Revue des Jeunes, Paris, Éditions du Cerf, 15 déc. 1936, p. 592-599 (présentation de ce recueil de conseils adressés à sa jeune femme par un bourgeois de Paris entre le mois de juin 1392 et le mois de septembre 1394).
- La Nouvelle Maman dans le journal Nord France 1945, n°12 Dunkerque libéré.
- Sainte Rose de Viterbe,  Revue bimestrielle Ferveur dirigée par Elie Maire, Éditions du vieux Colombier n°7, 1949.

### En collaboration avec son époux Pierre Mornand

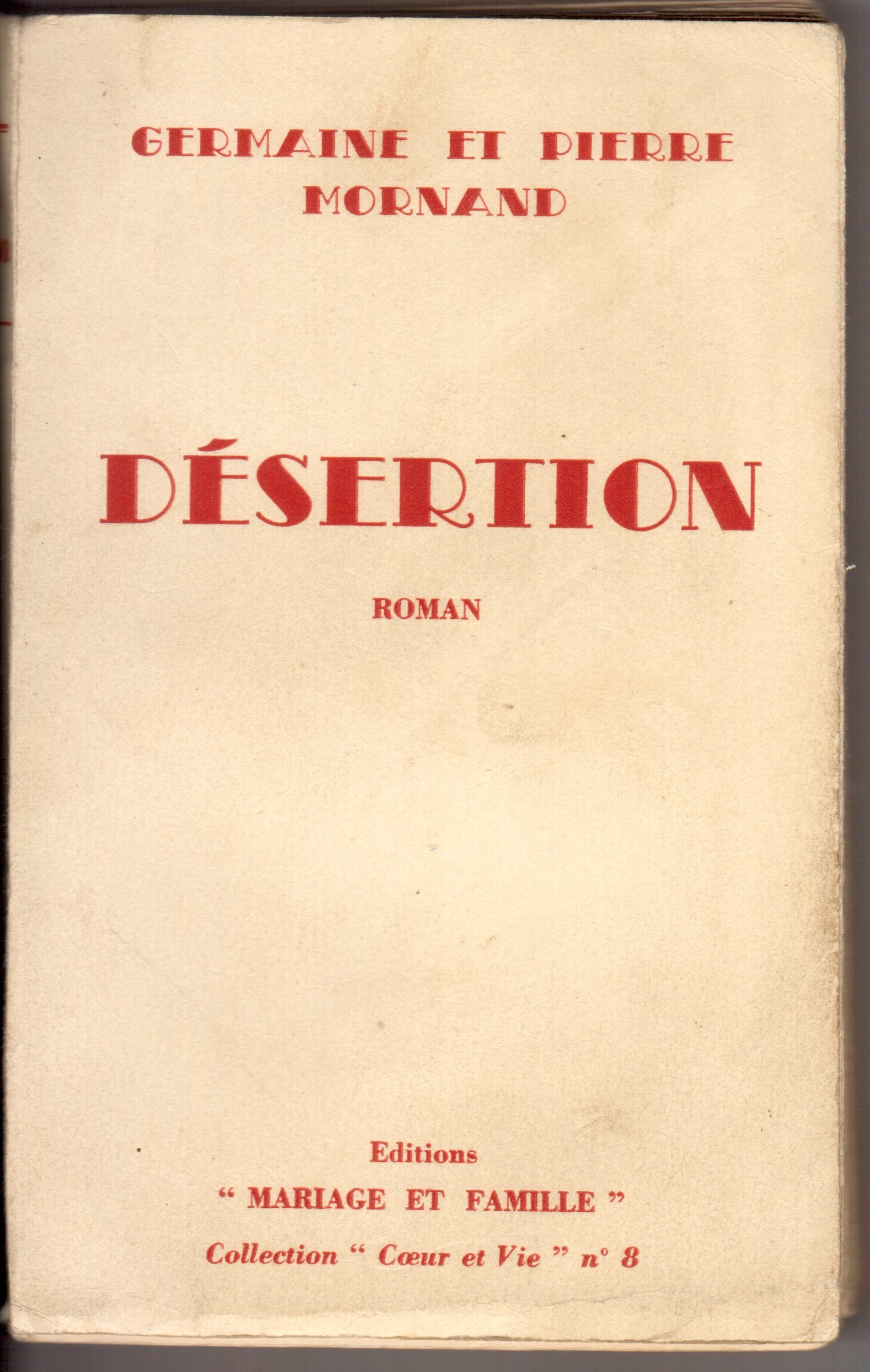

#### Romans
- Le Gêneur (1929), traduit en italien Il Guastafeste (1939) (OCLC 458215886).
- La Douloureuse Enfance (1931).
- La Fille de Romaine Perrin (1933).
- Désertion (1935), (OCLC 459678606), prix Auguste-Furtado de l'Académie française, 1937.
- Le Choix de l'homme (1937).
- La Cordée spirituelle (avec Pierre Mornand (1943)[13](OCLC 79058579).

#### Articles
- Pensées d’autrefois, Lisez-moi bleu (magazine littéraire bimensuel des jeunes filles Éditions Jules Tallandier n°179, 01/05/1931 ; n°183, 01/07/1931.
- Cinq articles dans Les Veillées des Chaumières, éd. Gautier-Languereau de 1927à 1952[14].
- Une trentaine d'articles dans La Semaine de Suzette, éd. Gautier-Languereau de 1928 à 1951[14].
- Lisette, Le Petit Écho de la Mode de 1931 à 1938[14].
- Les Anges dans la vie des saints, Revue « Ferveur » n°6 et 7 Coll. La Colombe, Éditions du Vieux Colombier, juillet-août 1949.

## Citations
- « Après le Jean-Marc de La douloureuse Enfance, et le Jean de Désertion qui vient d'être couronné par l'Académie française, voici un troisième enfant, Sylvain que dans leur nouveau roman Le Choix de l'homme, Germaine et Pierre Mornand étudient avec la même sensibilité émue et délicate. » L'Écho de Paris, 20 novembre 1937, n°2144 p.2, Lettres & Arts.

- « Germaine et Pierre Mornand continuent la collaboration, intime et littéraire, dont ils n'ont eu qu'à se louer. Les sujets, qu'ils se plaisent à étudier dans leurs romans, les thèmes qu'ils proposent à leurs lecteurs y trouvent, en effet, leur complète expression. Ceux-là, qu'on se rappelle pour leur complexité, pour leur psychologie inquiète et parce que, précisément, ils étaient obsédants, portaient la marque sensible de la double signature et témoignaient d'un talent solide, fait d'originalité et d'émotion. C'étaient La douloureuse Enfance, Le Gêneur. Désertion, qui vient de paraître aux Éditions « Mariage et Famille » est de la même veine. Après le malentendu initial d'un ménage, la femme, la mère désertera son foyer. Le drame de l'enfant - drame infiniment douloureux - pourra seul refaire l'union des époux.

Il ne faut pas déduire de ce schéma que Désertion soit un roman tout à fait austère. Il l'est un peu. C'est un roman moral ; mais le style en sait être, quand il convient, léger, souriant, alerte familier même. C'est un bon roman. » H.S. in L'Oeuvre 27 aout 1935 (n°7270) p.6.